# 스바르가

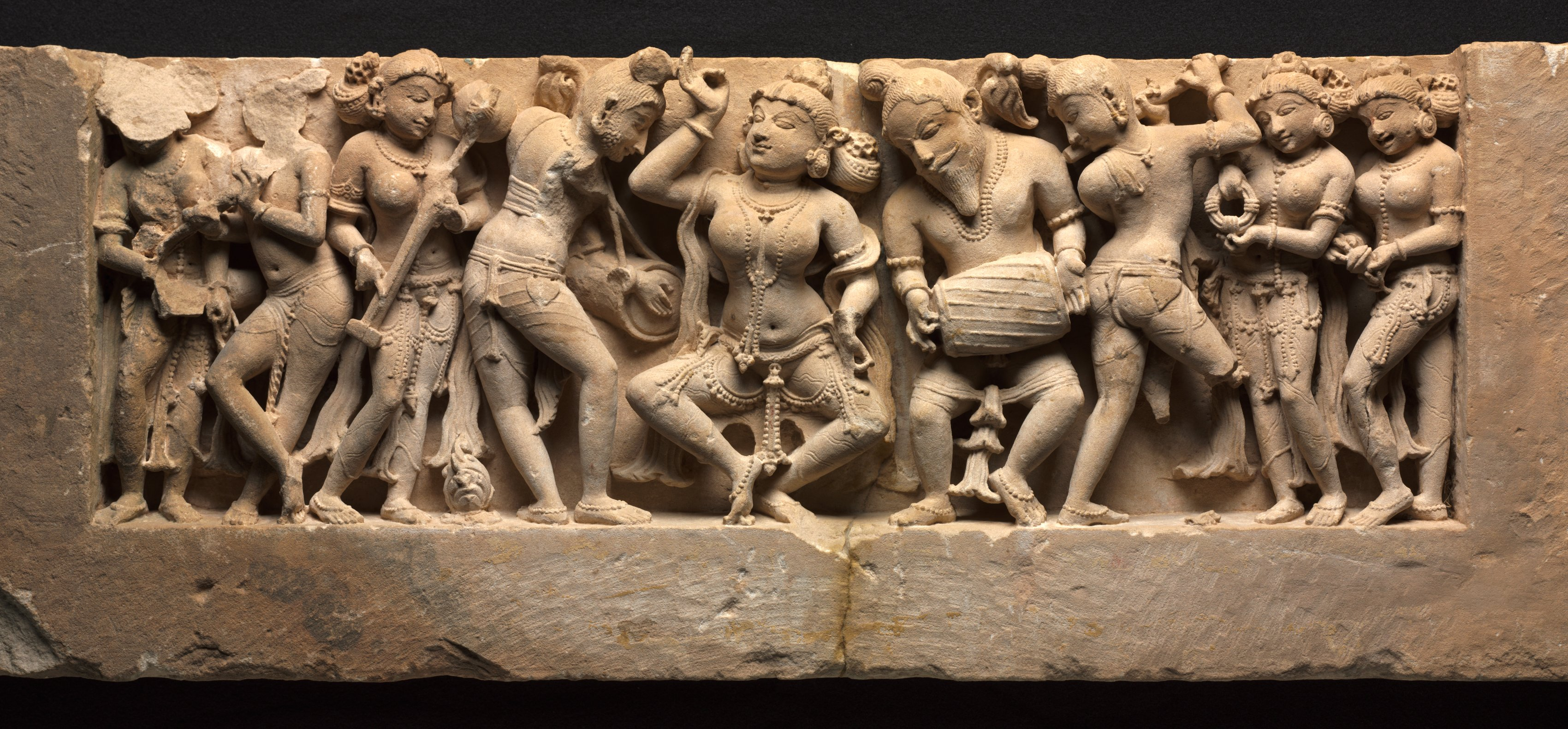
스바르가의 거주자인 간다르바와 아프사라를 묘사한 부조.

스바르가(산스크리트어: स्वर्गं), 인드라로카 또는 스바르가로카는 힌두교에서 데바들의 천상의 거처이다. 스바르가는 힌두 우주론에서 7개의 더 높은 로카 중 하나이다. 스바르가는 종종 천국으로 번역되지만 아브라함계 천국과 동등하지 않은 것으로 간주된다.

## 설명
스바르가는 메루산과 그 위에 위치한 일련의 천계로, 경전을 지킴으로써 의로운 삶을 살았던 사람들이 다음 번 지상에 태어나기 전에 쾌락을 기뻐한다. 그것은 데바의 베다 건축가인 신 트바슈타르에 의해 지어진 것으로 묘사된다.

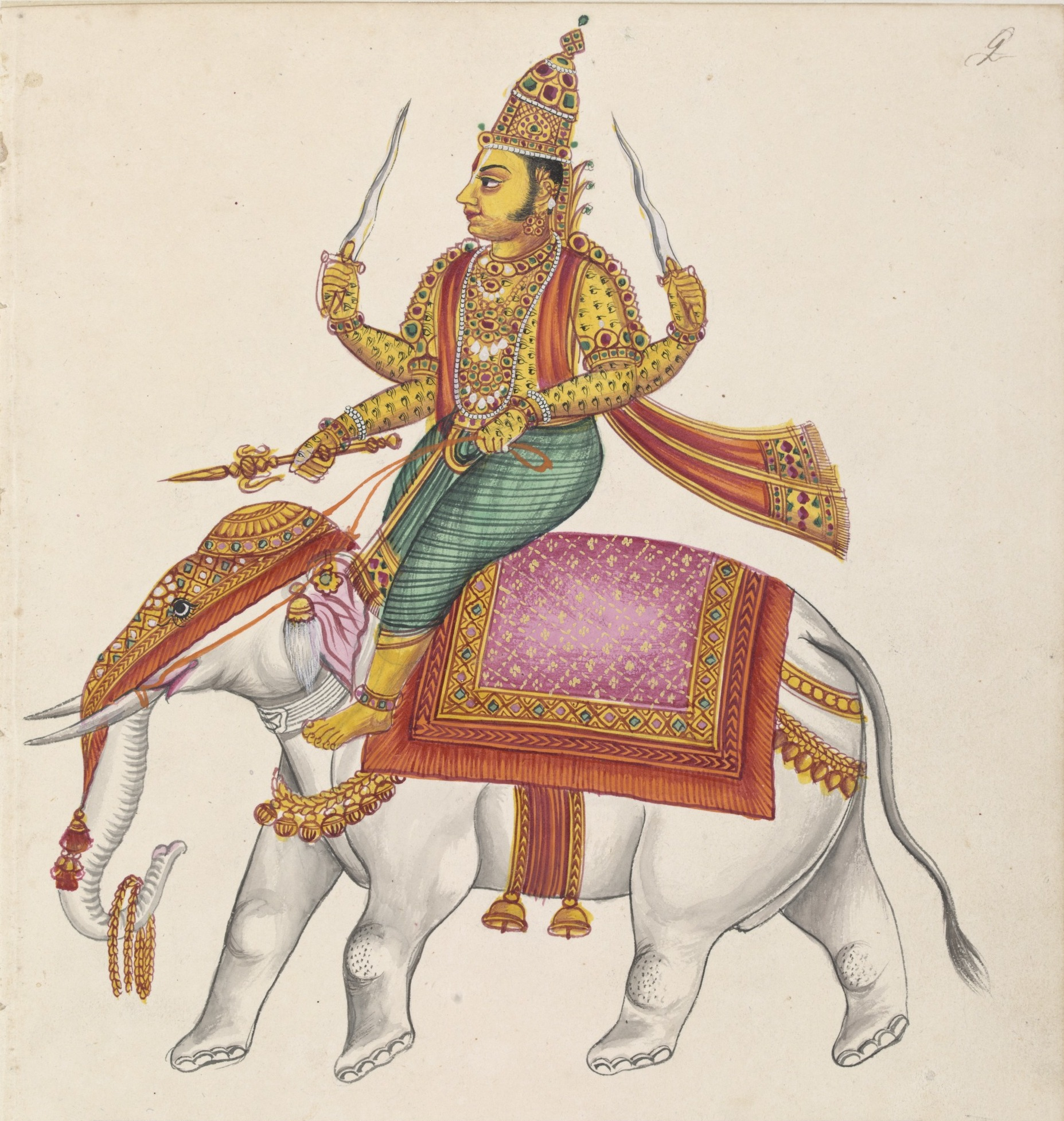
아이라바타에 탄 스바르가의 통치자 인드라의 그림

천신들의 왕인 인드라는 스바르가의 통치자로서 그의 배우자인 인드라니와 함께 스바르가를 다스린다. 거처에 있는 그의 궁전은 바이자얀타라고 불린다. 이 궁전에는 모든 왕궁 중에서 타의 추종을 불허하는 유명한 홀인 수다르마가 있다. 스바르가의 수도는 아마라바티이며 입구는 전설적인 코끼리 아이라바타가 지키고 있다. :84 스바르가는 풍요의 소인 카마데누와 모든 소원을 들어주는 나무인 파리잔타의 고향으로 묘사된다. 전설적인 칼파브리크샤 나무는 난다나 정원의 중앙에서 자란다. 이 나무는 바다를 휘젓는 사무드라 만타나에서 나온 후 인드라가 그곳에 심었다. 그 위치 때문에 스바르가는 세 번째로 높은 하늘인 트리디바라고 불린다.
힌두 신화에서 스바르가에 대한 데바의 지배는 종종 라이벌인 아수라 와의 영원한 전쟁에서 주된 논쟁점이다. 이 전설의 공통 주제는 히란야카시푸와 같은 아수라왕이 자신을 위해 영역을 찬탈하는 것이다. 유지신인 비슈누는 현상 유지를 위해 종종 개입한다. 그는 때때로 나라심하와 같은 아바타라로 현현하여 아수라왕을 정복하고 인드라와 데바들을 제자리로 복권한다. 각 프랄라야 (대멸종) 동안 처음 삼계인 브후로카, 브후바르로카 및 스바르가로카가 파괴된다. 현대 힌두교에서 스바르가 자체는 종종 더 낮은 천국의 지위로 격하되는데, 이는 비슈누와 시바의 천상의 거처인 바이쿤타와 카일라샤보다 정신적으로나 육체적으로나 아래에 있는 곳이다.

## 문학

### 베다
아타르바베다의 찬송가에서 스바르가는 떠난 조상을 만나기를 희망하는 땅인 피트르로카로 개념화된다. 제사를 드리는 자에게 상을 주시는 거처이다. 수행하는 희생은 천국으로 직접 여행한다고 명시되어 있으며 희생자가 도착할 때까지 기다리기 위해 보관된다. 한 찬송가는 스바르가를 수련과 연꽃, 버터 호수와 꿀 은행, 와인, 우유, 응유, 물과 같은 여러 음식이 흐르는 개울을 포함하는 영역이라고 설명한다. 손님에게 선물을 주는 것도 천국을 지키는 길이라고 한다.
베단타 수트라는 스바르가에서 브후로카로의 윤회 개념을 설명한다. 제사와 자선을 행한 지바 (생명력)가 스바르가로 올라갔다가 거처를 떠나 땅으로 돌아올 때 비구름으로 내려와 비로 땅에 내리는 것을 가리킨다. 남자가 비에 젖어 있는 음식을 먹으면 정액에 들어가고 성교 중에 여자에게 들어가 다시 태어난다. 그것은 "삼파타"가 사람이 하늘로 올라갈 수 있게 해주는 개념의 용어라고 설명했다. 또한 스바르가에서 좋은 행동을 한 사람은 브라만, 크샤트리야 또는 바이샤의 탄생을 달성하고 다른 동물이나 추방자와 같은 다른 사람들은 더 낮은 출생을 선고받는다.
문다카 우파니샤드는 스바르가를 달성하기 위해 베다 의식의 수행이 필요하다고 확인한다.

### 푸라나
바가바타 푸라나는 스바르가가 옳고 그름을 분별할 수 있고 다른 사람들을 사랑하고 그들을 위해 선행을 하는 사람의 영역이라고 말한다. 좋은 사람, 유덕한 사람, 헌신적인 사람은 거처를 얻을 수 있다고 묘사된다. 신의 음악, 신의 아름다움, 신의 대상을 감상할 수 있는 만족의 영역이라고 하는데, 이 모든 것이 누구에게나 충분하다. 이 로카에 머무르는 기간은 축적된 푼야(미덕)에 의해 결정된다. 높은 지성은 필요한 수준의 영성이 부족하면 거처에 들어가기에 충분하지 않은 것으로 간주된다.

### 라마야나
푼야 획득과 선행 수행은 라마야나에서 스바르가를 얻기 위한 전제 조건이라고 명시되어 있다.
서사시는 현자 비슈바미트라에 의해 스바르가에 자리를 약속받은 트리샨쿠 왕의 전설을 묘사한다. 현자는 이것을 달성하기 위해 바시슈타의 지시로 인해 다른 현자와 합류하지 않고 고독한 야즈나에 참여했다. 현자의 의식의 힘으로 왕은 스바르가 성문으로 올라갔다. 천신들은 이것을 인드라에게 보고했고, 인드라는 트리샨쿠의 낮은 출생 때문에 거처에서 화가 나서 그를 지구를 향해 돌진하게 보냈다. 비슈바미트라는 하강하는 동안 추락을 멈출 수 있었기 때문에 왕은 공중에 매달린 상태로 남았다. 인드라는 트리샨쿠의 거주지를 위해 타협으로 자신의 스바르가 아래에 새로운 스바르가를 만들기로 결정했다. 반박으로 비슈바미트라는 왕과 함께 새 하늘을 차지하기 위해 새로운 인드라와 데바들을 만들었다. 현자의 힘에 겁에 질린 인드라는 마음을 누그러뜨리고 개인적으로 자신의 황금 비마나에 트리샨쿠를 태워 진짜 스바르가로 데려갔다.

### 마하바라타
서사시 마하바라타에서 아르주나 왕자는 왕자의 아버지인 인드라의 마부 마탈리에 의해 스바르가로 호송된다. 여행하는 동안 그는 수천 대의 하늘을 나는 자동차인 비마나를 목격한다. 그는 이 영역에 빛을 제공하는 데 필요한 태양이나 달이 없다는 것을 관찰한다. 이 영역은 완전히 자체 발광하기 때문이다. 그는 스바르가의 주민들을 기록한다 : 리쉬, 전투에서 사망한 영웅, 심한 긴축을 수행한 사람들, 간다르바, 구야카 및 아프사라. 그는 인드라의 수도인 아마라타비에 도착할 때까지 하늘의 여러 지역을 연속적으로 통과한다.
아마라바티에서 아르주나는 아프사라가 가장 좋아하는 리조트인 난다나의 정원을 본다. 그는 사계절의 신성한 나무와 꽃이 피는 것을 관찰한다. 그는 아슈빈 및 마루트와 같은 신, 딜리파가 이끄는 왕실 현자 및 고귀한 브라만과 같은 다양한 종류의 존재에 의해 찬사를 받았다. 그는 최고의 간다르바인 툼부루의 가장 세속적인 음악을 듣고 메나카, 람바, 우르바시와 같은 가장 매혹적인 아프사라의 춤을 관찰한다.
마하바라타는 수리야, 쿠베라 및 바루나와 같은 신이 각각 이끄는 스바르가의 여러 형태 또는 영역의 존재를 제안한다. 인드라는 주민들의 모든 욕구를 만족시키는 것으로 명시되어 있다. 남자와 여자는 제한 없이 서로의 쾌락을 즐기고, 남녀 사이에 어떤 형태의 질투도 없다.
텍스트에서 나후샤는 유디슈티라에게 자선 제공, 즐거운 말, 정직, 아힘사를 통해 천국을 얻을 수 있다고 말한다.

### 바가바드 기타
바가바드 기타에서는 스바르가가 푼야를 축적한 사람들의 영원한 목적지가 아님을 나타낸다.
그들은 스바르가의 넓은 세계를 즐겼고 그들의 장점(푼야)이 소진되어 필사자의 세계로 들어간다. 그리하여 삼존법을 따라 욕망(의 대상)을 원하여 가고 되돌아가는 상태에 도달한다.— 바가바드 기타

## 같이 보기
- 아마라바티 (신화)
- 데바로카
- 도리천